# Yes, Virginia...
Yes, Virginia... är den amerikanska musikgruppen The Dresden Dolls andra studioalbum. Albumet utgavs den 14 april 2006. Albumets titel är en referens till det kända tidningssvaret Yes, Virginia, there is a Santa Claus.

## Låtlista
Samtliga låter är skrivna och komponerade av Amanda Palmer.
1. "Sex Changes" – 4:11
2. "Backstabber" – 4:11
3. "Modern Moonlight" – 4:45
4. "My Alcoholic Friends" – 2:47
5. "Delilah" – 6:54
6. "Dirty Business" – 3:36
7. "First Orgasm" – 3:49
8. "Mrs. O." – 4:40
9. "Shores of California" – 3:35
10. "Necessary Evil" – 2:54
11. "Mandy Goes to Med School" – 4:39
12. "Me & the Minibar" - 4:35
13. "Sing" - 4:40

## Singlar
- "Sing" (31 mars 2006)
- "Backstabber"" (18 april 2006)
- "Shores of California" (2007)

## Medverkande
- Amanda Palmer - Sång, piano, mellotron, och orgel.
- Brian Viglione - Trummor, Slagverk, sång, basgitarr, och gitarr.
- Sean Slade, Paul Q. Kolderie, och The Dresden Dolls - producenter
- Paul Q. Kolderie - ljudmix
- Paul Q. Kolderie & Adam Taylor - ljudtekniker
- Holly Brewer and Matt McNiss - kör
- George Marino - mastering